# وادي أبا القور
وادي أبا القُور هو أحد أودية شبه الجزيرة العربية، ويقع في منطقة الحدود الشمالية بالمملكة العربية السعودية، يبلغ طول الوادي 180 كم ومتوسط انحداره 1,7 م / كم. ينبع من جبال الأمغر الواقعة شرق زّلوم، ويصب في الحدود العراقية شرق مركز الفيضة، من أهم روافده شعيب الهلالي.